# Ludwig Passarge
Ludwig Passarge, auch Louis Passarge (* 6. August 1825 in Wolittnick, Landkreis Heiligenbeil/Ostpreußen; † 19. August 1912 in Lindenfels, Hessen), war ein deutscher Reiseschriftsteller, Übersetzer und Herausgeber.

## Leben
Der Sohn eines Gutsbesitzers besuchte zunächst das Collegium Fridericianum und studierte ab 1844 Rechtswissenschaften an den Universitäten von Königsberg und Heidelberg. 1856 erfolgte seine Ernennung zum Kreisrichter in Heiligenbeil. 1877 wurde Passarge Richter in Insterburg, 1879 in Königsberg. 1887 ging er in den Ruhestand.
Seit seiner Jugend unternahm Passarge Reisen durch ganz Europa, von denen er seine Eindrücke in Büchern und Artikeln festhielt. Er stand in engem Kontakt mit dem Schriftsteller Ernst Wichert.
Neben seiner Heimat Ostpreußen und dem Baltikum bereiste Passarge auch den Balkan und die Iberische Halbinsel, für deren erste Beschreibung in Baedekers Reiseführern von 1897 er wesentliches Material lieferte. Bei seinen Aufenthalten in Skandinavien lernte er die Werke von Henrik Ibsen und Bjørnstjerne Bjørnson kennen und wurde zu deren Übersetzer und Herausgeber im deutschen Sprachraum.
Passarge setzte bis ins hohe Alter seine Reisen fort und verstarb auf seiner letzten Reise in den Odenwald. Er war der Vater des Geographen Siegfried Passarge.

## Werke
- Die kurische Nehrung. In: Preußische Provinzial-Blätter. Band 74, Heft 1, Königsberg 1871, S. 20–45, S. 97–117 und S. 193–214. (Nachdruck 2002:  Die kurische Nehrung. Lang, Frankfurt am Main 2002, ISBN 3-631-50353-9.)
- Aus dem Weichseldelta.
- Die Marienburg.
- Strandbriefe.
- Aus Baltischen Landen. Studien und Bilder. Verlag Carl Stemming, Glogau 1876.
- Ein ostpreußisches Jugendleben.
- Drei Sommer in Norwegen.
- Baltische Novellen.
- Fahrten in Schweden besonders in Nordschweden und Lappland.